# 神奈美帆
神奈 美帆（かんな みほ、1965年1月30日 - ）は、元宝塚歌劇団雪組トップ娘役。
大阪府吹田市出身、公称身長161cm、血液型B型。宝塚時代の愛称は「やっちゃん」。

## 来歴
1981年4月、宝塚音楽学校入学。1983年3月、69期生として宝塚歌劇団に入団。月組公演『春の踊り／ムーンライト・ロマンス』で初舞台を踏む。同年、花組に配属。組配属後1作目の新人公演『メイフラワー』で当時の2番手格娘役ひびき美都が演じた役に選ばれる。
1984年4月、退団した北原遥子の後任として池田銀行イメージガールに就任。
1985年4月、雪組に異動。入団3年目で新トップスター平みちの相手役としてトップ娘役に就任（トップ娘役は前年7月に遥くららが退団してから空位だった）。新人公演・宝塚バウホール公演のヒロイン経験がない段階での就任だった。お披露目公演は『愛のカレードスコープ／アンド・ナウ！』。
1988年11月、『たまゆらの記／ダイナモ！』の東京公演千秋楽を最後に宝塚歌劇団を退団。
退団後間もなく結婚。出産後は主婦業に専念していたが、OGイベント出演・TAKARAZUKA SKY STAGEをはじめとする宝塚歌劇関連番組・宝塚歌劇団関連の刊行物でのインタビューなどには応じている。

## 宝塚歌劇団時代の舞台

### 花組時代
1983年
『春の踊り-南蛮花更紗-／ムーンライト・ロマンス』　＊初舞台（月組）
『紅葉愁情／メイフラワー』新人公演：ジュリー（本役：ひびき美都）
1984年
『琥珀色の雨にぬれて／ジュテーム』新人公演：ジュヌヴィエーヴ（本役：梢真奈美）
『ロジャースビル物語』アデエル（バウホール公演）
『名探偵はひとりぼっち／ラ・ラ・フローラ』ロザンナ、新人公演：キャロライン（本役：秋篠美帆）
『オクラホマ！』ガーティ（バウホール公演）
1985年
『愛あれば命は永遠に』小公女B、新人公演：ラコスト嬢（本役：北小路みほ）

### 雪組トップ娘役時代
1985年
『愛のカレードスコープ／アンド・ナウ！』クリスティーナ、カレン、マリー・アントワネット　＊お披露目公演
『はばたけ黄金の翼よ／フル・ビート』クラリーチェ・デル・カンポ（地方公演）
1986年
『ショーボート』マグノリア・ホークス（バウホール公演）
『大江山花伝／スカイ・ハイ・スカイ』藤子/藤の葉
『三つのワルツ』ファンニー・ピクラー、シャルロッテ・ピクラー、フランチー・イエンセン・ピクラー
1987年
『宝塚をどり賛歌／サマルカンドの赤いばら』フィトナ姫
『梨花 王城に舞う／ザ・レビュースコープ』玉蘭
1988年
『風と共に去りぬ』スカーレットI/スカーレットII（役替わり公演）
『レッドヘッド』エシー・ウィンプル（バウホール公演）
『たまゆらの記／ダイナモ！』安宿媛　＊退団公演